# 佐藤寿人
佐藤 寿人（さとう ひさと、1982年3月12日 - ）は、埼玉県春日部市出身の元プロサッカー選手。現役時代のポジションはフォワード（FW）。元日本代表。
佐藤勇人は二卵性双生児の実兄。森﨑和幸・森﨑浩司兄弟とともにJリーグ史上初の双子選手。2012年JリーグMVP、Jリーグ得点王を獲得。通算J1リーグ得点数は大久保嘉人、興梠慎三に次いで161得点で歴代3位、カテゴリーを含めないJリーグ通算得点数は220得点で歴代1位。

## 来歴

### ユース時代
3歳くらいのときに両親からサッカーボールをプレゼントしてもらった事をきっかけに、兄の勇人とサッカーで遊ぶようになった。小学1年生の頃には、兄とともに春日部大増サンライズに入る。中学世代からより高いレベルで指導を受けるため、兄弟揃ってジェフユナイテッド市原ジュニアユースに入団する。実家は春日部市でラーメン屋を営業していたが、これに伴い店を畳み、家族そろって千葉県八千代市に引っ越した。
その後、市原ユースに昇格、河内勝幸率いるU-16日本代表に選ばれ、AFC U-17選手権1998に出場、レギュラーとして飯尾一慶と2トップを組む。

### 市原時代
2000年、勇人と共にトップに昇格、同年にプロデビューを果たす。同年西村昭宏率いるU-20代表に選ばれアジアユースおよび翌2001年ワールドユースに出場した。

### C大阪時代
2002年、出場機会を求めて、西村昭宏率いるJ2のセレッソ大阪に移籍。春先にギラン・バレー症候群を発症した ため出遅れ、西澤明訓の復帰、大久保嘉人の成長などでまたしても出場機会を得ることはできなかった。しかし、スーパーサブとして活躍していた眞中靖夫との出会いがあった。「アップから100パーセントで取り組んでいた。あの姿を見ていると、自分がどれだけ甘かったかと痛感させられました。しっかりと準備すればチャンスを引き出せるし、結果を出せる。それを眞中さんに教えられました」と話し、1年間だけ在籍したセレッソでは、２得点しか挙げられなかったものの、「仮に当時に戻ったとしても、迷うことなくセレッソ行きを決断します」と言い切るほど、セレッソへの移籍は大きな分岐点となった。天皇杯で4試合3得点を挙げそれを目にした当時J1のベガルタ仙台がオファーを出し、レンタル移籍する。

### 仙台時代
2003年、仙台移籍初年度で才能が開花し、公式戦34試合で13得点を記録。この時のチームのボランチは森保一。仙台はJ2降格が決定したが、J1チームからのオファーを全て蹴り、仙台へ完全移籍した。
2004年、44試合で20得点を記録し、J2の得点ランク4位。日本人としては3位の成績を挙げる。名実共に「ベガルタの象徴」となり、サポーターから「Mr.仙台」と呼ばれた。特に8月8日の第26節、開幕から首位を独走する川崎フロンターレとの試合ではアディショナルタイムの1分間に2ゴールを挙げてチームを敗戦の危機から救った。
しかし、チームは大量失点を繰り返すなど勝ちきれない試合が続き、6位で終わった。シーズン終了後、サンフレッチェ広島の小野剛監督・織田秀和強化部長が自ら獲得に乗り出し、移籍のオファーを受ける。その一方で、仙台からも残留を要請され、悩んだ末、広島への移籍を決断。

### 広島時代
2005年、移籍金1億6千万円（推定） で広島に移籍する。浦和戦、神戸戦の2試合でハットトリックを記録。得点ランク3位、日本人得点王となる18得点を挙げ、広島を一時は2位まで押し上げる原動力となり、2005年度Jリーグベストイレブンにも選出。その活躍が認められジーコ時代のA代表に初招集された。
2006年2月11日のアメリカ戦で代表初出場、アジアカップ最終予選のインド戦で代表初得点を決める。リーグ戦では川崎フロンターレ戦でハットトリックを達成するなど好調を維持しており、18得点を挙げ2年連続日本人得点王となった。日本代表でもエクアドル戦で決勝点を決めるなど短い出場時間で結果を残したが、2006 FIFAワールドカップ本大会のメンバーからは漏れた。
2007年、下田崇に代わって選手会長に就任。イビチャ・オシム就任後も引き続きA代表に招集され、アジアカップに出場。J1第5節の名古屋グランパスエイト戦において史上45人目のJ1通算50得点を達成した。しかし佐藤自身は12試合連続無得点など調子が安定せずシーズン12得点にとどまると、さらにチームは入れ替え戦の末J2へ降格。入れ替え戦終了直後にスタジアムのファンに対して涙を流しながら「絶対に1年で（J1に）戻ろう」と叫び、事実上の残留宣言。オフには他チームからの移籍交渉を全て断り、広島に残留した。
2008年、開幕直後こそ平繁龍一との2トップだったが、間もなく1トップ2シャドーのトップにポジションを変更、守備やポストプレーにも奮闘しながら得点を量産し、28得点を挙げてJ2得点王を獲得。チームの圧倒的な成績でのJ1復帰に貢献した。その活躍から、J2カテゴリ所属の選手にもかかわらず、引き続き岡田監督の率いる日本代表に選ばれた。
2009年、J1復帰初戦となる開幕戦で技ありのゴールを決めるなど、リーグ戦では15得点を挙げ、一時は優勝争いにも絡み最終的にJ2からの昇格チームとしては当時最高の順位記録である4位に貢献した。
2010年、リーグで好調を維持していたが、南アフリカワールドカップ本戦のメンバーからは外れた。9月8日に行われたナビスコカップ･ガンバ大阪戦で右肩鎖関節脱臼という重傷を負い、約2ヶ月離脱したが、復帰初戦となった11月7日の浦和戦で後半アディショナルタイムに決勝点を挙げ
7年連続 2桁得点を達成した。
2011年、東日本大震災の影響によりリーグ戦が中断されたが、その後のリーグ再開初戦となった4月24日のホームでのG大阪戦で後半にシーズン初ゴールを記録。巧みにDFラインの裏を取り、ダビド・ムジリからのスルーパスを受けて倒れこみながら左足でシュートを放つと、ボールはゴールの右ポストに当たりながらもネットの中に吸い込まれた。11月26日に行われたJ1第33節の大宮戦でPKを決めて8年連続2桁得点を達成。最終的に11得点を記録した。
2012年、J1第5節・対G大阪戦において2ゴールを決め、史上10人目、左利きの選手としては初のJ1リーグ通算100得点を達成。同時に史上4人目となるJ1・J2通算150得点も達成した。J1第13節・対コンサドーレ札幌戦で、Jリーグ史上初の9年連続 2桁得点を達成。6月には、藤田俊哉に代わり日本プロサッカー選手会の5代目会長に就任した。J1第27節・対サガン鳥栖で2ゴールを挙げてシーズンのゴール数が20となり、1994年にイワン・ハシェックが記録したサンフレッチェの1シーズン得点記録である19ゴールを18年ぶりに更新した。11月24日、ホームで自らゴールを決めC大阪に大勝。仙台時代のチームメイトである森保一監督の下、Jリーグ年間初優勝。個人としては得点ランキングにおいて序盤から2位以下を大差で引き離して22得点を記録して初の得点王のタイトルを獲得。Jリーグアウォーズでは、得点王に加え、MVP、ベストイレブン、フェアプレー賞を受賞し史上初の四冠を達成した。12月に開催されたFIFAクラブワールドカップ2012では3得点を挙げ、セサル・デルガドと共に大会得点王を獲得した。翌年1月28日、全国のサッカー担当記者の投票により決められる2012年度の日本年間最優秀選手賞に選出された。10月、前田遼一の負傷離脱に伴い、アルベルト・ザッケローニ率いる日本代表に2年ぶりに招集される も出場機会はなかった。ちなみにこの時点で佐藤は代表通算で31試合出場4得点であるが、残り時間少ない状況での途中出場が多かったため、出場時間は約658分しかなかった。つまり出場時間をフルタイム(90分)に換算すると、わずか7試合＋34分間の出場で4ゴールを決めたことになる。さらにオシム監督時代にはMFとして出場しており、また岡田監督時代にはウイングとして出場していたことも考慮すると、非常に高い得点率である。
2013年、ヴァンフォーレ甲府戦で7年ぶりのハットトリックを達成。さらに川崎戦でもハットトリックを達成。この川崎戦の1点目で、Jリーグ史上初の10年連続 で2桁得点を達成した。
2014年3月8日のJ1第2節・川崎フロンターレ戦のボレーシュートで決めたゴールが、国際サッカー連盟（FIFA）が発表した、2014年最優秀ゴール賞（FIFAプスカシュ賞）の候補に選ばれた。7月19日のJ1第15節・大宮戦でJ1通算140得点目のゴールを挙げ三浦知良の記録を上回った。11月8日のナビスコ杯決勝・G大阪戦でナビスコ杯通算28得点目のゴールを記録し、同杯の通算最多得点記録者となった他、11年連続の2桁得点も達成。
2015年、シーズン中盤より、先発出場し60分頃に浅野拓磨と交代する起用法が定着。最終的に2人でリーグ戦20得点（佐藤12点、浅野8点）を稼ぎドウグラスらと攻撃を牽引、優勝の原動力となった。6月20日のモンテディオ山形戦で2年ぶりとなるハットトリックを達成。また、この試合の1点目で史上初となるJ1・J2通算200得点を達成した。11月7日のガンバ大阪戦で6年ぶりにイエローカードを貰い、連続無警告記録が193試合でストップした。11月22日の湘南ベルマーレ戦で中山雅史の持つJ1通算記録157ゴールに並び、歴代トップタイとなった。
2016年3月6日の名古屋グランパス戦でJ1通算158得点目のゴールを挙げ中山の記録を上回った が、ピーター・ウタカ・浅野・宮吉拓実らの出場機会が増え、先発落ちする試合が多くなる。連続2桁得点記録も「12年」で途絶えた。

### 名古屋時代
2016年11月12日の天皇杯・サガン鳥栖戦後に「Jクラブからオファーを受けている」「広島では天皇杯が最後になるかもしれない」と移籍を検討していることが直接明かされ、同19日には「17日に名古屋グランパス幹部と交渉しており、加入に前向き」と報じられた。21日、名古屋に完全移籍により加入すると両クラブが公式に発表。。所属元の広島を通じて「サヨナラは言いません。ありがとう。そして、行ってきます」とメッセージを残したが、一方で日を改めて会見の場で思いを伝えたいと語っており、またクラブとして織田秀和社長の名義で『サンフレッチェ広島ファン・サポーターの皆さまへ』と題し「残留を要請していたが、苦渋の思いで彼の意思を尊重した」「来期以降共に戦えないのは残念」「多大なご心配と不安をお掛けする」と声明文を発表するに至った。
2018年4月11日、第7節のベガルタ仙台戦で、史上20人目となるJ1通算400試合出場を達成する。

### 千葉復帰から現役引退
2018年12月19日、ジェフユナイテッド千葉へ完全移籍。18年ぶりの古巣復帰となる。
2019年3月24日のJ2第7節では千葉の選手としては18年ぶりのゴールを決めた。
2020年12月19日、今シーズン限りでの現役引退を発表した。

## プレースタイル
瞬間的なスピードに長け、ディフェンスラインの一瞬の隙をついて裏に抜け出しワンタッチでゴールを決めるフィニッシャータイプのストライカー。ルーズボールや裏に出されたパスへの嗅覚もさることながら、ポジショニングの上手さで相手ディフェンダーとの駆け引きに打ち勝って供給されるクロスボールをゴールに結びつける実力は日本人随一とも言われる。
2004年から2015年まで、Jリーグ史上初となる12年連続2ケタ得点を達成している。
このスタイルに加え、身長は高くないが足元でのポストプレイも器用にこなし、チームでは1トップのセンターフォワードとして起用されることもある。前線からの献身的な守備 や、サイドに開いてからのチャンスメイクも行う。ラストパスも得意としており、アシスト数も多い。選出されていた時期の日本代表では4-2-3-1や4-1-4-1のFWではなく2列目で起用されることが多く、本来の能力を発揮できなかった。

## 人物像
プロ野球は広島東洋カープのファン。名古屋移籍後も広島の応援を継続しており、2017年8月9日にナゴヤドームで行われた中日ドラゴンズ対広島東洋カープ戦では試合前に始球式を行った。
非常に堅実なプレーを行い、警告を受けることが非常に少なく、J1リーグ戦において2009年第30節以来、2015年2ndステージ第15節までの193試合に亘り、無警告・無退場を続けていた。JリーグアウォーズにおいてJリーグフェアプレー個人賞を3度受賞している。
性格
人間性としては、真面目で、人の悪口を言わない、誰に対しても優しい性格。また、非常に礼儀正しく、常にクラブやサポーターへの感謝の心を忘れず、最後に所属した千葉だけでなく、過去に所属した広島、名古屋、C大阪、仙台への感謝の念もしばしば口にしている。2024年に不倫が発覚し、務めていたDAZNの解説を降板することとなった。
現役時代に尊敬していた選手は、フィリッポ・インザーギ。そのプレースタイルもインザーギを模範としている。また、イタリアを行きたい国の一つにあげており、セリエBでもいいから行きたいと語っていた。2011年にディナモ・ザグレブからオファーが来た際は同国がクロアチアの隣国ということもあり真剣に考えたという。
家族
実兄は佐藤勇人。21歳で結婚、現在は3人の子を持つ父親でもある。また犬好きで、ピッポ、ゴン、ムサシという3匹の犬を飼っている。ピッポはインザーギの愛称から、ゴンはインザーギと同じく尊敬するFWである中山雅史、ムサシは好きな漫画である『バガボンド』の主人公、宮本武蔵からの命名。ちなみに千葉の実家、兄の勇人も犬を飼っている。
チャント
1995年から2002年（後、2008年に復帰）までサンフレッチェのエースであった久保竜彦のチャントは『君の瞳に恋してる』であった。J2降格と共にチームを去った久保の後継者として茂木弘人や光の射すほうへ が期待されていた。そんな中で小野監督が直々に獲得に乗り出した佐藤の加入は、茂木ら生え抜きのストライカーに期待していたサポーターに疑問視された。しかし佐藤は移籍1年目から2桁得点を挙げ、同年11月27日の第33節ヴィッセル神戸戦でこの年2度目のハットトリックを達成するとサポーターは自然発生的に佐藤を久保のチャントで祝福した。2023年には満田誠のチャントへと受け継かれた
中野和也がこの日を「佐藤のエース載冠式」と形容したように、以後サポーターの間で『君の瞳に恋してる』はエースストライカーに贈られる特別なチャントと目されている。

## 所属クラブ
- 1994年 - 1996年 ジェフユナイテッド市原ジュニアユース
- 1997年 - 1999年 ジェフユナイテッド市原ユース
- 2000年 - 2003年  ジェフユナイテッド市原
  - 2002年  セレッソ大阪 (期限付き移籍)
  - 2003年  ベガルタ仙台 (期限付き移籍)
- 2004年  ベガルタ仙台
- 2005年 - 2016年  サンフレッチェ広島
- 2017年 - 2018年  名古屋グランパス
- 2019年 - 2020年  ジェフユナイテッド千葉

## 個人成績
| 国内大会個人成績 | 国内大会個人成績 | 国内大会個人成績 | 国内大会個人成績 | 国内大会個人成績 | 国内大会個人成績 | 国内大会個人成績 | 国内大会個人成績 | 国内大会個人成績 | 国内大会個人成績 | 国内大会個人成績 | 国内大会個人成績 |
| 年度             | クラブ           | 背番号           | リーグ           | リーグ戦         | リーグ戦         | リーグ杯         | リーグ杯         | オープン杯       | オープン杯       | 期間通算         | 期間通算         |
| 年度             | クラブ           | 背番号           | リーグ           | 出場             | 得点             | 出場             | 得点             | 出場             | 得点             | 出場             | 得点             |
| 日本             | 日本             | 日本             | 日本             | リーグ戦         | リーグ戦         | リーグ杯         | リーグ杯         | 天皇杯           | 天皇杯           | 期間通算         | 期間通算         |
| ---------------- | ---------------- | ---------------- | ---------------- | ---------------- | ---------------- | ---------------- | ---------------- | ---------------- | ---------------- | ---------------- | ---------------- |
| 2000             | 市原             | 25               | J1               | 8                | 0                | 4                | 2                | 3                | 0                | 15               | 2                |
| 2001             | 市原             | 14               | J1               | 14               | 2                | 3                | 1                | 0                | 0                | 17               | 3                |
| 2002             | C大阪            | 24               | J2               | 13               | 2                | -                | -                | 4                | 3                | 17               | 5                |
| 2003             | 仙台             | 11               | J1               | 30               | 9                | 6                | 4                | 1                | 0                | 37               | 13               |
| 2004             | 仙台             | 11               | J2               | 44               | 20               | -                | -                | 2                | 0                | 46               | 20               |
| 2005             | 広島             | 11               | J1               | 32               | 18               | 6                | 2                | 2                | 0                | 40               | 20               |
| 2006             | 広島             | 11               | J1               | 33               | 18               | 4                | 2                | 2                | 2                | 39               | 22               |
| 2007             | 広島             | 11               | J1               | 34               | 12               | 6                | 1                | 5                | 1                | 45               | 14               |
| 2008             | 広島             | 11               | J2               | 40               | 28               | -                | -                | 2                | 2                | 42               | 30               |
| 2009             | 広島             | 11               | J1               | 34               | 15               | 5                | 5                | 1                | 1                | 40               | 21               |
| 2010             | 広島             | 11               | J1               | 27               | 10               | 2                | 1                | 0                | 0                | 29               | 11               |
| 2011             | 広島             | 11               | J1               | 33               | 11               | 2                | 1                | 2                | 2                | 37               | 14               |
| 2012             | 広島             | 11               | J1               | 34               | 22               | 6                | 3                | 1                | 1                | 41               | 26               |
| 2013             | 広島             | 11               | J1               | 34               | 17               | 2                | 1                | 6                | 2                | 42               | 20               |
| 2014             | 広島             | 11               | J1               | 29               | 11               | 5                | 5                | 2                | 1                | 36               | 17               |
| 2015             | 広島             | 11               | J1               | 34               | 12               | 1                | 0                | 2                | 0                | 37               | 12               |
| 2016             | 広島             | 11               | J1               | 19               | 4                | 2                | 0                | 1                | 0                | 22               | 4                |
| 2017             | 名古屋           | 11               | J2               | 28               | 5                | -                | -                | 3                | 1                | 31               | 6                |
| 2018             | 名古屋           | 11               | J1               | 9                | 0                | 3                | 1                | 2                | 0                | 14               | 1                |
| 2019             | 千葉             | 11               | J2               | 21               | 2                | -                | -                | -                | -                | 21               | 2                |
| 2020             | 千葉             | 11               | J2               | 10               | 2                | -                | -                | -                | -                | 10               | 2                |
| 通算             | 日本             | 日本             | J1               | 404              | 161              | 57               | 29               | 30               | 10               | 491              | 200              |
| 通算             | 日本             | 日本             | J2               | 156              | 59               | -                | -                | 11               | 6                | 167              | 65               |
| 総通算           | 総通算           | 総通算           | 総通算           | 560              | 220              | 57               | 29               | 41               | 16               | 658              | 265              |

その他の公式戦
- 2007年
  - J1・J2入れ替え戦 2試合0得点
- 2008年
  - XEROX SUPER CUP 1試合1得点
- 2013年
  - XEROX SUPER CUP 1試合1得点
- 2014年
  - XEROX SUPER CUP 1試合0得点
- 2015年
  - Jリーグチャンピオンシップ 2試合0得点
- 2016年
  - XEROX SUPER CUP 1試合1得点
- 2017年
  - J1昇格プレーオフ 2試合0得点

| 国際大会個人成績 | 国際大会個人成績 | 国際大会個人成績 | 国際大会個人成績 | 国際大会個人成績 | FIFA      | FIFA      |
| 年度             | クラブ           | 背番号           | 出場             | 得点             | 出場      | 得点      |
| AFC              | AFC              | AFC              | ACL              | ACL              | クラブW杯 | クラブW杯 |
| ---------------- | ---------------- | ---------------- | ---------------- | ---------------- | --------- | --------- |
| 2010             | 広島             | 11               | 6                | 1                | -         | -         |
| 2012             | 広島             | 11               | -                | -                | 3         | 3         |
| 2013             | 広島             | 11               | 3                | 0                | -         | -         |
| 2014             | 広島             | 11               | 3                | 0                | -         | -         |
| 2015             | 広島             | 11               | -                | -                | 3         | 0         |
| 2016             | 広島             | 11               | 2                | 0                | -         | -         |
| 通算             | AFC              | AFC              | 14               | 1                | 6         | 3         |

## 個人記録
ユース経歴
- 1998年  Jユース杯 得点王

プロ経歴
- 初出場：2000年4月15日 vsジュビロ磐田（市原緑地運動公園臨海競技場）
- 初得点：2001年3月10日 vsジュビロ磐田（ジュビロ磐田スタジアム）

その他
- Jリーグカップ歴代最多得点記録：29（2018年3月7日 vs浦和レッドダイヤモンズ戦で記録更新）
- ハットトリック
  - 2005年9月18日 J1第24節 vs浦和レッドダイヤモンズ（広島ビッグアーチ）
  - 2005年11月27日 J1第33節 vsヴィッセル神戸（神戸ウイングスタジアム）
  - 2006年9月30日 J1第25節 vs川崎フロンターレ（等々力陸上競技場）
  - 2013年5月18日 J1第12節 vsヴァンフォーレ甲府（エディオンスタジアム広島）
  - 2013年7月10日 J1第15節 vs川崎フロンターレ（エディオンスタジアム広島）
  - 2015年6月20日 J1・1st第16節 vsモンテディオ山形（エディオンスタジアム広島）
- FIFAプスカシュ賞 ノミネート[41]
  - 2014年3月8日 J1第2節 vs川崎フロンターレ（エディオンスタジアム広島）

## タイトル

### クラブ
サンフレッチェ広島
- J1リーグ：3回（2012年、2013年、2015年）
- J2リーグ：1回（2008年）
- FUJI XEROX SUPER CUP：4回（2008年、2013年、2014年、2016年）

### 個人
- FIFAクラブワールドカップ得点王：1回（2012年）
- 日本年間最優秀選手賞：1回（2012年）
- JリーグMVP：1回（2012年）
- Jリーグ得点王：1回（2012年）
- Jリーグベストイレブン：2回（2005年、2012年）
- Jリーグフェアプレー個人賞：3回（2007年、2012年、2013年）
- J2得点王：1回（2008年）
- Jリーグ月間MVP：1回（2015年7月）

## 代表歴
A代表
- 初出場：2006年2月11日 アメリカ合衆国戦（サンフランシスコ）
- 初得点：2006年2月22日 インド戦（横浜国際総合競技場）

### 出場大会など
- U-16日本代表
  - 1998年 - AFC U-17選手権1988
- U-19日本代表
  - 2000年 - AFCユース選手権2000
- U-20日本代表
  - 2001年 - 2001 FIFAワールドユース選手権
- 日本代表
  - 2007年 - AFCアジアカップ2007

### 試合数
| 日本代表 | 国際Aマッチ | 国際Aマッチ |
| 年       | 出場        | 得点        |
| -------- | ----------- | ----------- |
| 2006     | 12          | 3           |
| 2007     | 7           | 0           |
| 2008     | 6           | 0           |
| 2009     | 3           | 1           |
| 2010     | 3           | 0           |
| 2012     | 0           | 0           |
| 通算     | 31          | 4           |

### 出場
| No. | 開催日         | 開催都市         | スタジアム                                             | 対戦国               | 結果        | 監督     | 大会                                   |
| --- | -------------- | ---------------- | ------------------------------------------------------ | -------------------- | ----------- | -------- | -------------------------------------- |
| 1.  | 2006年2月10日  | サンフランシスコ | SBCパーク                                              | アメリカ合衆国       | ●2-3        | ジーコ   | 国際親善試合                           |
| 2.  | 2006年2月18日  | 静岡             | 静岡スタジアム エコパ                                  | フィンランド         | ○2-0        | ジーコ   | キリンチャレンジカップ2006             |
| 3.  | 2006年2月22日  | 横浜             | 横浜国際総合競技場                                     | インド               | ○6-0        | ジーコ   | AFCアジアカップ2007 予選大会           |
| 4.  | 2006年3月30日  | 大分             | 大分スポーツ公園 総合競技場 ビッグアイ                 | エクアドル           | ○1-0        | ジーコ   | キリンチャレンジカップ2006             |
| 5.  | 2006年5月9日   | 大阪             | 長居陸上競技場                                         | ブルガリア           | ●1-2        | ジーコ   | キリンカップサッカー2006               |
| 6.  | 2006年5月13日  | さいたま         | 埼玉スタジアム2002                                     | スコットランド       | △0-0        | ジーコ   | キリンカップサッカー2006               |
| 7.  | 2006年8月9日   | 東京             | 国立競技場                                             | トリニダード・トバゴ | ○2-0        | オシム   | キリンチャレンジカップ2006             |
| 8.  | 2006年8月16日  | 新潟             | 新潟スタジアム ビッグスワン                            | イエメン             | ○2-0        | オシム   | AFCアジアカップ2007 予選大会           |
| 9.  | 2006年9月3日   | ジッダ           | プリンス・アブドゥッラー・アル・ファイサル・スタジアム | サウジアラビア       | ●0-1        | オシム   | AFCアジアカップ2007 予選大会           |
| 10. | 2006年9月6日   | サヌア           | アル・サウラ・スポーツ・シティ・スタジアム             | イエメン             | ○1-0        | オシム   | AFCアジアカップ2007 予選大会           |
| 11. | 2006年10月4日  | 横浜             | 横浜国際総合競技場                                     | ガーナ               | ●0-1        | オシム   | キリンチャレンジカップ2006             |
| 12. | 2006年10月11日 | バンガロール     | シュリー・カンティーラヴァ・スタジアム                 | インド               | ○3-0        | オシム   | AFCアジアカップ2007 予選大会           |
| 13. | 2007年6月1日   | 袋井             | エコパスタジアム                                       | モンテネグロ         | ○2-0        | オシム   | キリンカップサッカー2007               |
| 14. | 2007年7月16日  | ハノイ           | ミーディン国立競技場                                   | ベトナム             | ○4-1        | オシム   | AFCアジアカップ2007                    |
| 15. | 2007年7月21日  | ハノイ           | ミーディン国立競技場                                   | オーストラリア       | ○1-1(PK4-3) | オシム   | AFCアジアカップ2007                    |
| 16. | 2007年7月25日  | ハノイ           | ミーディン国立競技場                                   | サウジアラビア       | ●2-3        | オシム   | AFCアジアカップ2007                    |
| 17. | 2007年7月28日  | パレンバン       | ゲロラ・シュリーヴィジャヤ・スタジアム                 | 韓国                 | ●0-0(PK5-6) | オシム   | AFCアジアカップ2007                    |
| 18. | 2007年8月22日  | 大分             | 大分スポーツ公園総合競技場 （九州石油ドーム）          | カメルーン           | ○2-0        | オシム   | キリンチャレンジカップ2007             |
| 19. | 2007年9月11日  | クラーゲンフルト | ヴェルターゼー・シュターディオン                       | スイス               | ○4-3        | オシム   | 3大陸トーナメント                      |
| 20. | 2008年6月22日  | さいたま         | 埼玉スタジアム2002                                     | バーレーン           | ○1-0        | 岡田武史 | 2010 FIFAワールドカップ・アジア3次予選 |
| 21. | 2008年8月20日  | 札幌             | 札幌ドーム                                             | ウルグアイ           | ●1-3        | 岡田武史 | キリンチャレンジカップ2008             |
| 22. | 2008年9月6日   | マナマ           | バーレーン・ナショナル・スタジアム                     | バーレーン           | ○3-2        | 岡田武史 | 2010FIFAワールドカップ最終予選         |
| 23. | 2008年10月9日  | 新潟             | 新潟スタジアム （東北電力ビッグスワンスタジアム）      | アラブ首長国連邦     | △1-1        | 岡田武史 | キリンチャレンジカップ2008             |
| 24. | 2008年11月13日 | 神戸             | 御崎公園球技場 （ホームズスタジアム神戸）              | シリア               | ○3-1        | 岡田武史 | キリンチャレンジカップ2008             |
| 25. | 2008年11月19日 | ドーハ           | ハリファインターナショナルスタジアム                   | カタール             | ○3-0        | 岡田武史 | 2010FIFAワールドカップ最終予選         |
| 26. | 2009年10月8日  | 静岡             | 静岡市清水日本平運動公園球技場                         | 香港                 | ○6-0        | 岡田武史 | AFCアジアカップカタール予選            |
| 27. | 2009年10月14日 | 宮城             | 宮城スタジアム                                         | トーゴ               | ○5-0        | 岡田武史 | キリンチャレンジカップ2009             |
| 28. | 2009年11月18日 | 銅鑼湾           | 香港スタジアム                                         | 香港                 | ○4-0        | 岡田武史 | AFCアジアカップカタール予選            |
| 29. | 2010年2月2日   | 大分             | 大分スポーツ公園総合競技場 （九州石油ドーム）          | ベネズエラ           | △0-0        | 岡田武史 | キリンチャレンジカップ2010             |
| 30. | 2010年2月6日   | 東京             | 東京スタジアム                                         | 中国                 | △0-0        | 岡田武史 | 東アジアサッカー選手権2010             |
| 31. | 2010年2月14日  | 東京             | 国立競技場                                             | 韓国                 | ●1-3        | 岡田武史 | 東アジアサッカー選手権2010             |

### ゴール
| # | 年月日         | 開催地                   | 対戦国     | 勝敗  | 試合概要                   |
| - | -------------- | ------------------------ | ---------- | ----- | -------------------------- |
| 1 | 2006年2月22日  | 日本、横浜国際総合競技場 | インド     | ○ 6-0 | AFCアジアカップ2007予選    |
| 2 | 2006年3月30日  | 日本、大分スタジアム     | エクアドル | ○ 1-0 | キリンチャレンジカップ2006 |
| 3 | 2006年8月16日  | 日本、新潟スタジアム     | イエメン   | ○ 2-0 | AFCアジアカップ2007予選    |
| 4 | 2009年11月18日 | 香港、香港スタジアム     | 香港       | ○ 4-0 | AFCアジアカップ2011予選    |

## 著書
- 『小さくても、勝てる。』幻冬舎、2013年。ISBN 9784344024120。
- 『あきらめない勇気』（佐藤勇人との共著、2017年、東邦出版、ISBN 978-4809414763）
- 『ゴールハンターバイブル 得点を奪うための最強理論と38のメソッド』カンゼン、2016年4月26日。ISBN 9784862553447。